# 兹博里夫

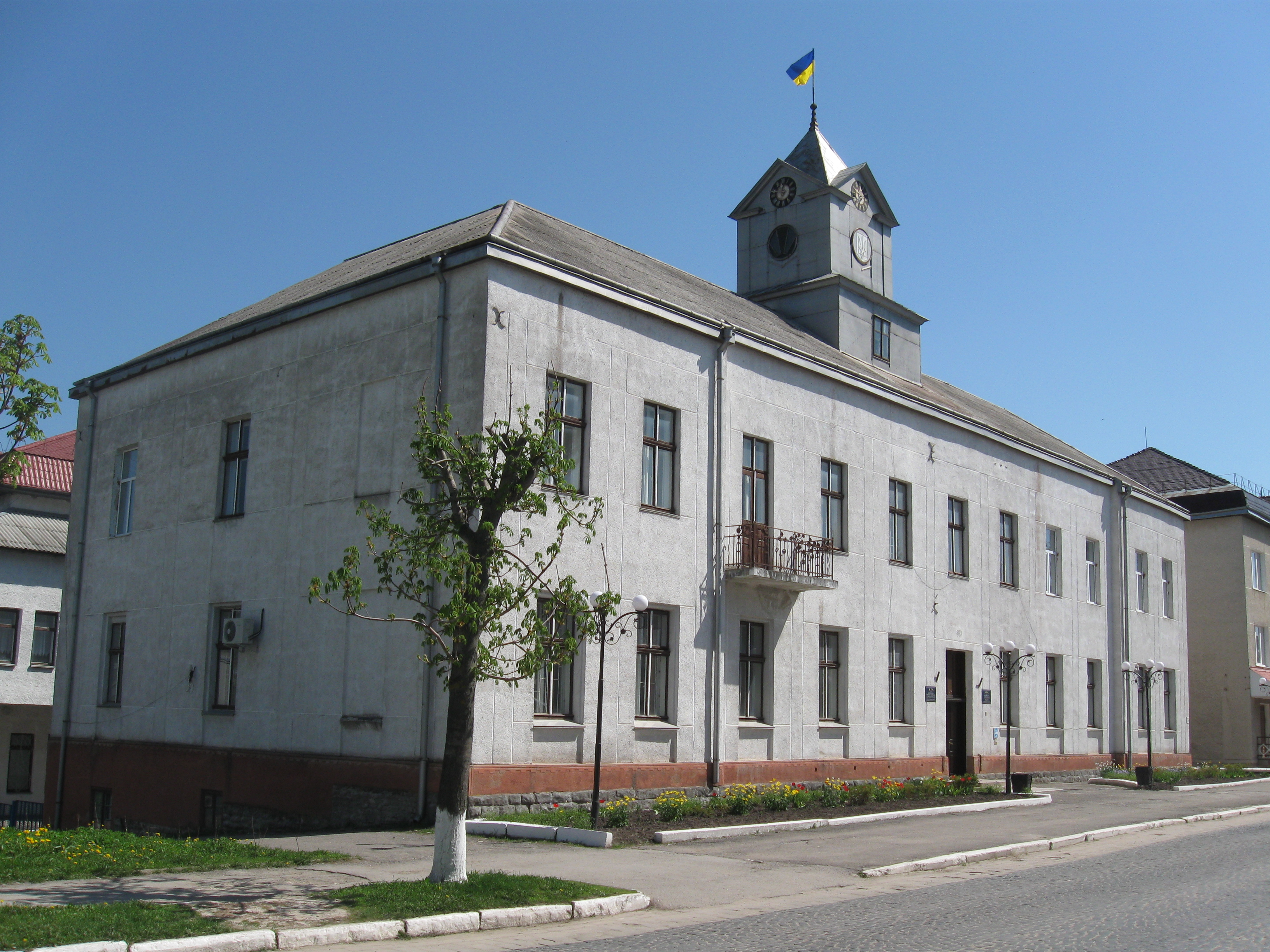
市政厅

兹博里夫（羅馬化：Zboriv），又按俄语名译为兹博罗夫，是烏克蘭西部捷爾諾波爾州捷爾諾波爾區兹博里夫市镇内的城市及行政中心。距離州府捷爾諾波爾35公里，始建於1166年，海拔高度346米，面積6.0平方公里，2011年人口7,163。

## 備註
1. ↑  俄语：，羅馬化：Zborov